# Stare Motule
Stare Motule – wieś w Polsce położona w województwie podlaskim, w powiecie suwalskim, w gminie Filipów. Leży przy drodze wojewódzkiej nr 652,
| SIMC    | Nazwa     | Rodzaj    |
| ------- | --------- | --------- |
| 1013105 | Miodobrze | część wsi |

W latach 1975–1998 miejscowość administracyjnie należała do województwa suwalskiego.
Przez miejscowość przebiega droga wojewódzka nr 652.
Znajduje się 20 km na pn-zach od Suwałk. Prawdopodobnie nazwa wsi pochodzi od jej założyciela Motula Staniuczyca (czasem błędnie podawane- Stańczyka). Wieś powstała pod koniec XVI w. Pierwsza wzmianka o wsi pochodzi z 1585 r. (pod zniekształconą nazwą Moscholowo). Wśród jej osadników znajdowali się Litwini. W II poł. XVII w. tereny wsi zostały zniszczone i spustoszone po działaniach wojennych hetmana Gosiewskiego i napadach grabieżczych Tatarów. W XVIII w. tereny te wchodziły w skład dóbr Motulów z rodu Puzynów. "Pod koniec XIX w. była to wieś i folwark w powiecie suwalskim gminy Czostków, parafii Filipów. Folwark zajmował 2078 morgów (w tym gruntów ornych i ogrodów - 361, łąk - 256), wody stanowiły jego trzecią część (należały doń jeziora: Przystajne, Krzywe i rzeka Rospuda Filipowska). W 1880 r. było tu 19 domów i 155 mieszkańców... (J. Kopciał, Krajobrazy 1978, nr 48, s. 13). W 1911 teren wsi podzielono - powstały wtedy Motule Nowe.